# كأس الإنتركونتيننتال 1986
كأس الإنتركونتيننتال 1986 هو الموسم 25 من  كأس الإنتركونتيننتال. الذي يشرف على تنظيمه الاتحاد الأوروبي لكرة القدم، وكان عدد الأندية المشاركة فيه  2، وفاز فيه نادي أتلتيكو ريفر بليت.

## نتائج الموسم
| المركز | فريق      | لعب | ف | ت | خ | له | عليه | ف.أ | نقاط | ملاحظة |
| ------ | --------- | --- | - | - | - | -- | ---- | --- | ---- | ------ |
|        | ريفر بليت |     |   |   |   |    |      |     |      |        |